# Udara ceyx
Udara ceyx is een vlinder uit de familie van de Lycaenidae. De wetenschappelijke naam van de soort is voor het eerst gepubliceerd in 1892 door Lionel de Nicéville.